# Glyptogona sextuberculata
Espèce
Synonymes
- Epeira sextuberculata Keyserling, 1863

Glyptogona sextuberculata est une espèce d'araignées aranéomorphes de la famille des Araneidae.

## Distribution
Cette espèce se rencontre  dans le bassin méditerranéen de l'Italie à Israël.

## Description
Le mâle décrit par Levi en 1996 mesure 4,4 mm et la femelle 5,5 mm.

## Publication originale
- Keyserling, 1863 : Beschreibungen neuer Spinnen. Verhandlungen der Kaiserlich-Königlichen Zoologisch-Botanischen Gesellschaft in Wien, vol. 13, p. 369-382 (texte intégral).